# 大分県道21号大分臼杵線
大分県道21号大分臼杵線（おおいたけんどう21ごう おおいたうすきせん）は、大分県大分市から臼杵市に至る県道（主要地方道）である。

## 概要
大分市大字金谷迫の東九州自動車道大分ICが起点。国道210号・大分中央幹線道路（庄の原佐野線）・国道10号に接続する。大分川・明野団地・大野川を通過して大分市と臼杵市の境にある九六位山を通り、終点の臼杵市の大字二王座に至る。
大分市内は大分市の東西を横断する幹線道路のため道路が整備されており、交通量が多い。一方で、大分市と臼杵市の境の九六位山付近は険しい山間部で一時的に狭隘部もあるため、大分市と臼杵市を結ぶ一般道路としては大分県道25号臼杵上戸次線や大分県道205号臼杵坂ノ市線の方が整備されており通行しやすい。

### 路線データ
- 起点：大分県大分市大字金谷迫（東九州自動車道 大分IC）
- 終点：大分県臼杵市大字二王座（柳原交差点、国道217号交点）
- 総延長：32.2 km

## 歴史
- 1993年（平成5年）5月11日 - 建設省から、県道大分臼杵線が大分臼杵線として主要地方道に指定される[1]。
- 2022年（令和4年）1月18日 - 大分県告示第14号により、末広橋先交差点 - 柳原交差点の区域を追加指定[2]。
- 2023年（令和5年）4月1日 - 末広橋先交差点 - 柳原交差点の区域を追加し、終点が柳原交差点に延伸[3]。

## 路線状況

### 重複区間
- 国道10号・国道57号（大分市六坊北町・東元町交差点 - 大分市錦町2丁目・錦町2丁目交差点）
- 大分県道38号坂ノ市中戸次線（大分市大字宮河内・川添橋東交差点 - 大分市大字宮河内・金谷交差点）
- 大分県道33号臼杵停車場線（臼杵市大字臼杵・中須賀橋東交差点 - 臼杵市大字臼杵）

### 道路施設

#### 橋梁
- 滝尾橋（大分川、大分市）
- 高田橋（乙津川、大分市）
- 川添橋（大野川、大分市）
- 久保田橋（末広川、臼杵市）
- 善法寺橋（善法寺川、臼杵市）
- 一ノ井手橋（臼杵市）
- 中須賀橋（臼杵川、臼杵市）

別線
- 宗麟大橋（大分川、大分市）

## 地理

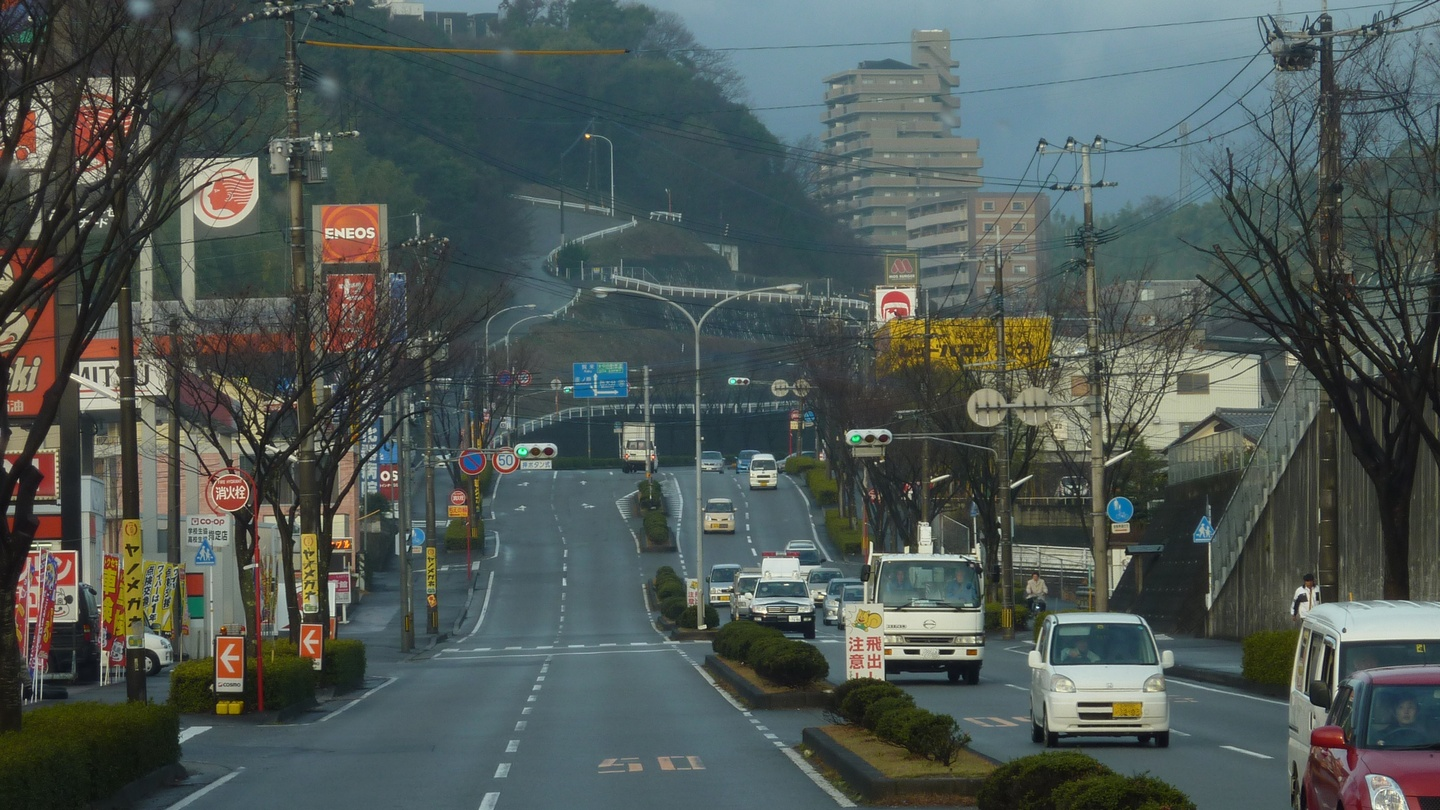
大分県道21号大分臼杵線
大分市三芳付近（大分IC方面）

### 通過する自治体
- 大分市
- 臼杵市

### 交差する道路
| 交差する道路                                                    | 市町村名 | 交差する場所 | 交差する場所      |
| --------------------------------------------------------------- | -------- | ------------ | ----------------- |
| E10 東九州自動車道                                              | 大分市   | 大字金谷迫   | 12 大分IC / 起点  |
| 国道210号 国道442号 重複                                        | 大分市   | 大道町5丁目  | 椎迫入口交差点    |
| 大分中央幹線道路（庄の原佐野線）                                | 大分市   | 六坊南町     |                   |
| 国道10号 重複区間起点 国道57号 重複区間起点                     | 大分市   | 六坊北町     | 東元町交差点      |
| 国道10号 重複区間終点 国道57号 重複区間終点                     | 大分市   | 錦町2丁目    | 錦町2丁目交差点   |
| 大分県道56号中判田下郡線 大分県道685号萩原下郡線                | 大分市   | 大字下郡     | 加納西交差点      |
| 大分県道610号松岡日岡線                                         | 大分市   | 明野東1丁目  | 明野東交差点      |
| 大分県道208号鶴崎大南線                                         | 大分市   | 大字森       | 金の手交差点      |
| 大分県道38号坂ノ市中戸次線 重複区間起点 大分県道614号川添志村線 | 大分市   | 大字宮河内   | 川添橋東交差点    |
| 大分県道38号坂ノ市中戸次線 重複区間終点                         | 大分市   | 大字宮河内   | 金谷交差点        |
| 国道197号 / 大分東バイパス                                      | 大分市   | 大字宮河内   |                   |
| 大分県道38号坂ノ市中戸次線 / 旧道                               | 大分市   | 丹川         | 広内交差点        |
| 大分県道206号臼杵大南線                                         | 臼杵市   | 大字末広     |                   |
| 国道217号                                                       | 臼杵市   | 大字末広     | 末広橋先交差点    |
| 大分県道33号臼杵停車場線 重複区間起点                           | 臼杵市   | 大字臼杵     | 中須賀橋東交差点  |
| 大分県道33号臼杵停車場線 重複区間終点                           | 臼杵市   | 大字臼杵     |                   |
| 国道217号                                                       | 臼杵市   | 大字二王座   | 柳原交差点 / 終点 |

### 交差する鉄道
- 久大本線
- 豊肥本線
- 日豊本線

### 沿線
- 大分市立西の台小学校
- 大分県立聾学校
- 楊志館高等学校
- 大分市立上野ヶ丘中学校
- 大分市立高田小学校
- 大分市立東陽中学校
- 大分市立川添小学校
- 臼杵市立上北小学校

### 峠
- 九六位峠（大分市 - 臼杵市）